# Nahum Goldmann
Pour les articles homonymes, voir Goldmann.

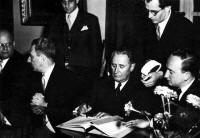
Nahum Goldman signant le « Traité de réparations entre Israël et l'Allemagne de l'Ouest » en 1952.

Nahum Goldmann (né le 10 juillet 1895 à Vichnieva, dans l' actuelle Biélorussie, et mort le 29 août 1982 à Bad Reichenhall) est un homme politique et écrivain allemand, américain, israélien et suisse, dirigeant du mouvement sioniste.

## Biographie
À cinq ans, sa famille s’établit en Allemagne où il étudie la philosophie et le droit dans les universités de Marbourg, Heidelberg et Berlin. À 15 ans, il publie des articles sur le problème sioniste. Lors de la Première Guerre mondiale, il travaille au département juif du ministère des Affaires étrangères allemand.
Après la guerre, il publie avec Jacob Klatzkin une encyclopédie juive en langue allemande ; sa publication est arrêtée après la montée au pouvoir d’Adolf Hitler,,.
Nahum Goldmann est secrétaire général de la commission politique du 17e Congrès sioniste (1931) et empêche le renouvellement de l’élection de Haim Weizmann à la présidence de la Confédération sioniste. Entre 1935 et 1939, il est délégué de l’Agence juive en même temps que membre des nations à Genève. Stephan S. Weiss et lui-même fondent le Congrès juif mondial. En 1937, il soutient le programme de répartition, et à la conférence de Biltmore soutient David Ben Gourion.
Lors de la Seconde Guerre mondiale, il s’établit aux États-Unis et participe activement aux négociations en faveur de la création de l’État d’Israël. En 1948, il est l’un des leaders de la Confédération sioniste et à partir de 1956, son président ; il est également ensuite président du Congrès juif mondial. L’un des initiateurs de l’accord de réparations avec l’Allemagne. Il prend part à la réalisation du programme de Jérusalem et prend la tête des négociations avec le gouvernement d’Israël sur la place de la Confédération sioniste mondiale.
En 1962, il devint citoyen israélien bien qu’il passe la plupart de son temps en Europe. En 1968, il devient citoyen suisse. Au cours de sa vie, il fut titulaire de huit passeports différents. En 1968, il ne présente pas à nouveau sa candidature à la tête de la Confédération sioniste, et en 1977, il renonce à la fonction de président du Congrès juif mondial. Lors de ses 85 ans, il enregistre les 9 et 12 juillet 1980 deux entretiens avec Eric Rouleau qui reprennent l'histoire de sa vie.

## Œuvres
- Nahum Goldman, Autobiographie, Fayard, Paris, 1971
- Nahum Goldman,  Où va Israël ?, Calmann-Lévy, Paris, 1975
- Nahum Goldman, Le Paradoxe juif, Stock, Paris, 1976
- Mitchell Geoffrey Bard et Moshe Schwartz, 1001 facts everyone should know about Israel, Lanham, Md, Rowman & Littlefield, 2005, 185 p. (ISBN 0-7425-4358-7, lire en ligne)
- (en) Aaron Berman, Nazism, the jews, and american zionism, 1933-1988, S.l, Wayne State Univ Press, 1992, 238 p. (ISBN 0-8143-2232-8, lire en ligne)
- (en) Noam Chomsky, The fateful triangle : the United States, Israel and the Palestinians, Montréal, Black Rose Books, 1984 (réimpr. 1999), 481 p. (ISBN 0-920057-21-7)
- (en) Mordechai Gazit, Israeli diplomacy and the quest for peace, London Portland, OR, Frank Cass, 2002 (ISBN 0-7146-5233-4)
- (en) Peter Grose, Israel in the mind of America, New York, Schocken Books, 1984, 361 p. (ISBN 0-8052-0767-8)
- Jeffrey S. Gurock, American Zionism : mission and politics, New York, Routledge, 1998, 489 p. (ISBN 0-415-91932-0, lire en ligne)
- (en) Menahem Kaufman, An Ambiguous Partnership : Non-Zionists and Zionists in America, 1939-1948, Jerusalem Detroit, Magnes Press, Hebrew University Wayne State University Press, 1991, 418 p. (ISBN 0-8143-2370-7, lire en ligne)
- (en) Peter Medding, Israel : state and society, 1948-1988, New York, Published for the Institute of Contemporary Jewry, Hebrew University of Jerusalem by Oxford University Press, 1989, 428 p. (ISBN 0-19-505827-5)
- (en) Rafael Medoff, Baksheesh diplomacy : secret negotiations between American Jewish leaders and Arab officials on the eve of World War II, Lanham, Md, Lexington Books, 2001 (ISBN 0-7391-0204-4)
- (en) Raphael Patai, Nahum Goldmann : his missions to the Gentiles, Tuscaloosa, Ala, Univ. of Alabama Press, 2004, 315 p. (ISBN 0-8173-5095-0)
- Howard M. Sachar, The course of modern Jewish history, New York, Vintage Books, 1990 (ISBN 0-679-72746-9)
- (en) Selwyn Ilan Troen, Organizing rescue : national Jewish solidarity in the modern period, Londres, England Portland, Or, F. Cass, 1992 (ISBN 0-7146-3413-1)
- (en) David S. Wyman et Rafael Medoff, A Race Against Death : Peter Bergson, America, and the Holocaust, New York, New Press Distributed by W.W. Norton, 2002, 269 p. (ISBN 1-56584-761-X)
- Walter Laqueur : Le sionisme, t. II, p. 825 & suiv., éd. Gallimard, Tel, 1994, (ISBN 2070739929).